# クレイグ・ブリーン
クレイグ・ブリーン（Craig Breen、1990年2月2日 - 2023年4月13日）は、アイルランド・キルケニー出身のラリードライバー。コ・ドライバーはジェームス・フルトン。

## 略歴

### 生い立ち
アイルランド・キルケニーに生まれる。父レイ・ブリーンもラリーストで、MG・メトロ6R4やフォード、スバルなどを駆って複数回アイルランドラリー選手権でチャンピオンに輝いた経歴を持ち、2022年現在も同国内で活動している。
オースティン・マクヘイル、バーティ・フィッシャーといった母国のラリーのヒーローたちに憧れを持ちつつも、最初ブリーンはレーシングカートに熱中し、欧州レベルのカート選手権にも出場した。2007年、17歳の時にホンダ・シビックをドライブして初めてラリーに参加。2008年はカートと並行してラリーへの数回の参戦を行った。
2009年からカートをやめて本格的なラリーデビューを果たし、フォード・フィエスタに乗車して「フォード・フィエスタ・スポーティングトロフィー」からWRCイベントとして開催された4戦に出場。親子2代でMスポーツ製マシンをドライブすることとなった。この年2勝を挙げチャンピオンとなる。

### ジュニアカテゴリでの活躍

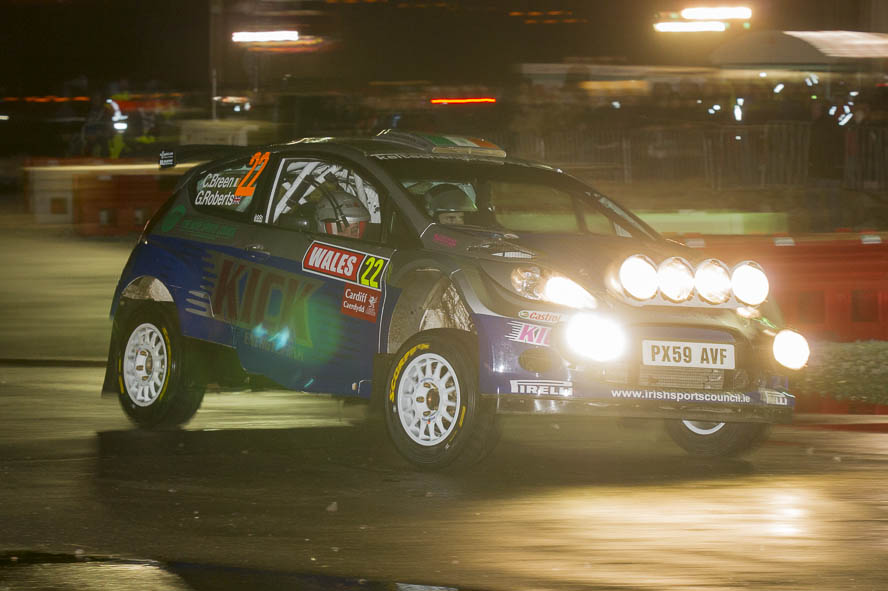
2010年ラリーGB

2010年はアイルランド国内選手権とイギリスラリー選手権に参戦する傍ら、WRC最終戦ラリーGBにこの年から設立されたスーパー2000世界ラリー選手権（SWRC）にスポット出場し、クラス2位に入る大健闘を見せた。
2011年はこの年から立ち上げられたWRCアカデミー（現在のJWRC）に参戦し、設立初年度でチャンピオンを獲得。翌年からSWRCにフォード・フィエスタ S2000で本格参戦し、開幕戦モンテカルロで優勝。さらにインターコンチネンタル・ラリー・チャレンジ（IRC）にもプジョー・207 S2000で参戦。順調にキャリアを進んでいるなか、不幸な出来事が襲う。2012年6月16日のIRC第5戦タルガ・フローリオのレグ2、序盤のSSでクラッシュ。不運なことに、近くにあったガードレールが助手席側にめりこむ形でマシンはストップ。この事故によって、全幅の信頼を置いていたコ・ドライバーのギャレス・ロバーツが亡くなってしまう。この出来事によって、IRC第6戦イプルーの出場を見合わせ、一時引退も覚悟したが、同じアイルランド出身のポール・ネーグルとコンビを組みWRCフィンランドで復帰を果たす。最終日にクラッシュを喫しリタイアとなるが、その後のラリーGB、フランス、スペインで優勝しプロトンのパー・ガンナー・アンダーソンとの激戦を制しSWRCのタイトルを獲得した。この時の優勝インタビューで涙ぐみながら、亡くなった相棒ギャレス・ロバーツに勝利を捧げた。一方のWRCではスペインでトップ圏内に入り、初のドライバーズポイントを獲得した。
2013年はIRCと統合されたヨーロッパ・ラリー選手権（ERC）にプジョー・ラリー・アカデミーからプジョー・207 S2000で参戦。8戦に出場し5度の表彰台を獲得、ランキング3位となる。

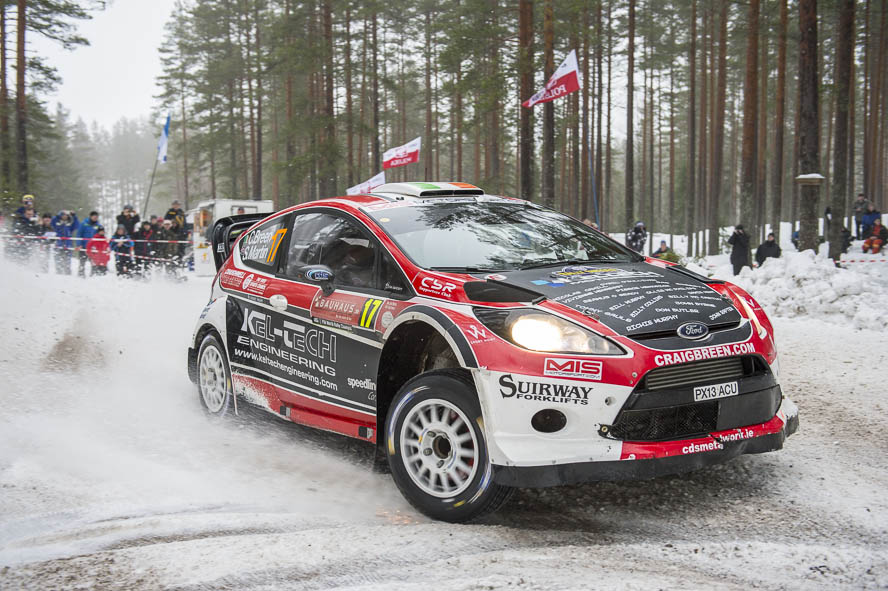
2014年ラリー・スウェーデン

2014年はR5規定に沿って開発されたプジョー208T16 R5に乗車して第3戦アクロポリス・ラリーでデビューし、ブリーンはその初戦で見事デビューウィンを飾った。ここから快進撃が始まるかに見えたが、ニューマシンゆえにマシントラブルが続発し、出場した8戦中5戦リタイア、表彰台は優勝したアクロポリスを含めると3度のみとなり、ランキングでは前年と同じ3位だが獲得ポイントは前年を下回る結果となった。一方それと並行してWRC第2戦スウェーデンと第8戦フィンランドにフォード・フィエスタ RS WRCで出場し、スウェーデンでは9位で完走しWRカーデビュー戦でポイントを獲得した。
2015年はERCに加えWRC-2にも参戦。チャンピオンを狙ったERCでは3勝するも、中盤のマシントラブルでの2戦連続リタイアが響きランキング2位に終わった。WRC-2では開幕戦モンテカルロで2位、最終戦ラリーGBで3位に入りランキング7位となった。

### WRカーでの参戦
2016年は前年までプジョーのオフィシャルドライバーを務めていたこともあり、シトロエンの招聘を受けサテライトチームのPHスポールからシトロエン・DS3 WRCでスポット参戦。第8戦フィンランドでWRカー5戦目で3位に入りWRC初表彰台を獲得。この時のインタビューで感極まる一面を見せた。この活躍もあり初年度ながらチームメイトクリス・ミークに次ぐ年間ランキング10位で終えた。
2017年、正式にシトロエンのワークス・チームに昇格し初のフル参戦を果たす。新車シトロエン・C3 WRCをドライブするが、この年の最高位は5度の5位のみに留まり、一度も表彰台に立つことなく前年に続き年間ランキング10位となった。

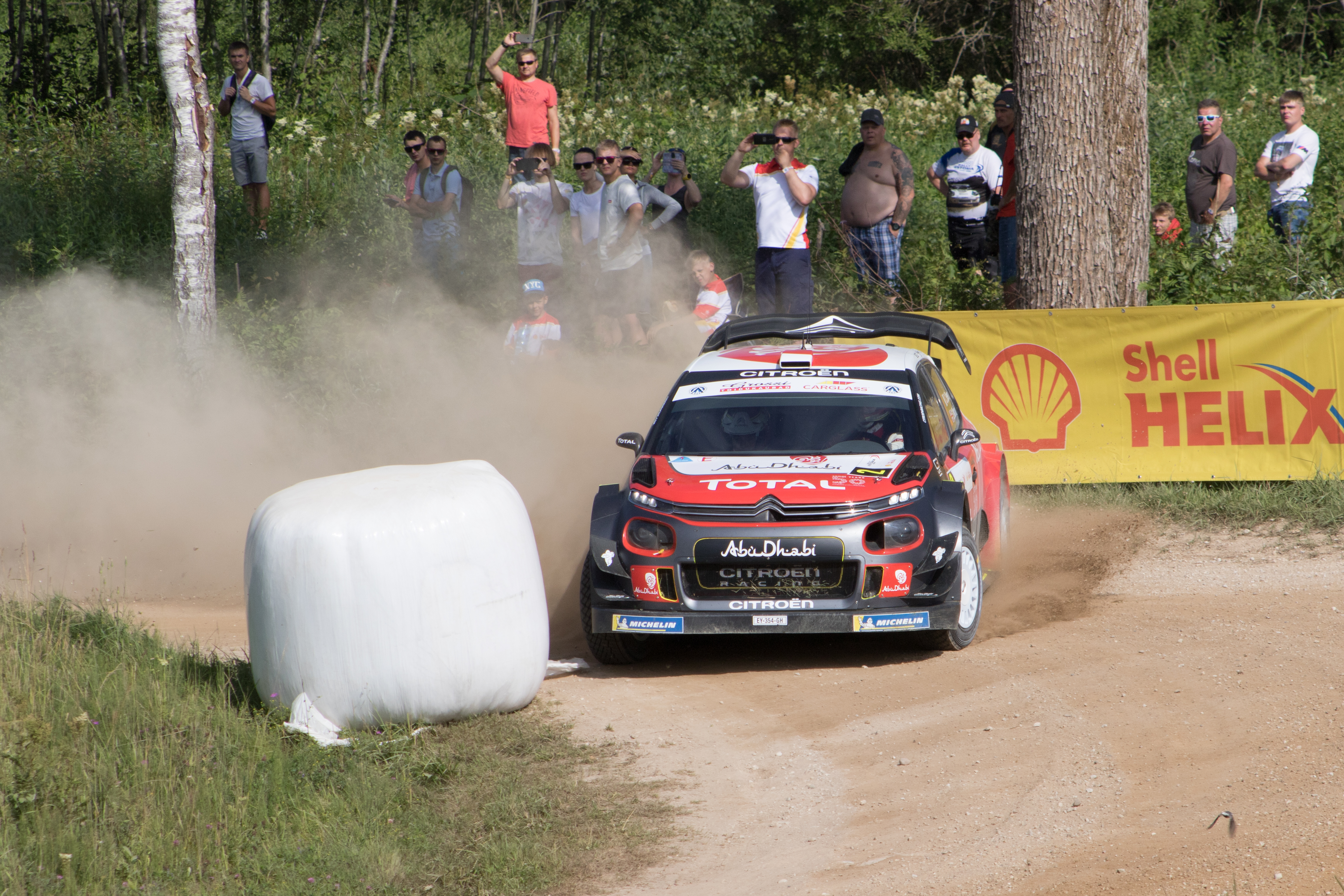
2018年ラリー・エストニア

2018年も引き続きシトロエンから参戦。第2戦スウェーデンでは自己最高位となる2位表彰台を獲得。しかしその後は低迷を強いられ、更にチームメイトのミークがシーズン途中に解雇された影響もあり年間ランキングでは前年を下回る11位となったがポイントでは僅か4ポイント上回った。しかしシーズン終了後チームのスポンサーであるアブダビが支援を打ち切ることになったため3年間在籍したシトロエンのシートを失った。
2019年、ミークと別れたポール・ネーグルと再びコンビを組み、WRC復帰までの繋ぎとしてR5車両でアイルランド国内選手権、イタリア選手権などに参戦した。そしてその努力が実りダブルタイトルを狙うヒュンダイから助っ人として第9戦フィンランドと第12戦ラリーGBにヒュンダイ・i20クーペWRCで出場。固定ナンバーはカート時代のラッキーナンバーである「42」を選んだ。フィンランドではチームオーダーで順位を譲るまではチームのエースティエリー・ヌービルを凌ぐスピードを見せ存在感をアピールした。
2020年は当初第2戦スウェーデンに出場予定だったセバスチャン・ローブが急遽出場をキャンセルしたためこのラリーで表彰台経験のあるブリーンが抜擢された。期待されたが雪不足の影響により7位に終わる。その後、新型コロナウイルス感染症によるシーズン中断・再編が行われ、急遽カレンダー入りとなったラリー・エストニアに助っ人として出場が決定した。エストニアでは2度のステージベストを記録しヒュンダイ加入後初の2位表彰台を獲得し、優勝したチームメイトのオィット・タナックと共にチームにワンツーフィニッシュをもたらした。この功績により、マニュファクチャラーズタイトル2連覇獲得に貢献した。また並行して5年ぶりにERCへフル参戦し、アジア・パシフィックラリー選手権（APRC）でのタイトル獲得経験のあるMRFチームからヒュンダイ・i20 R5で出場した。開幕は2戦連続4位と好スタートを切ったが、その後の3戦は上位を争いながらミスやマシントラブルに泣かされリタイアとトップ10圏外に終わる。開幕前はチャンピオン候補の一人でもあったがこの年は一度も表彰台に上がれずランキング7位に終わった。

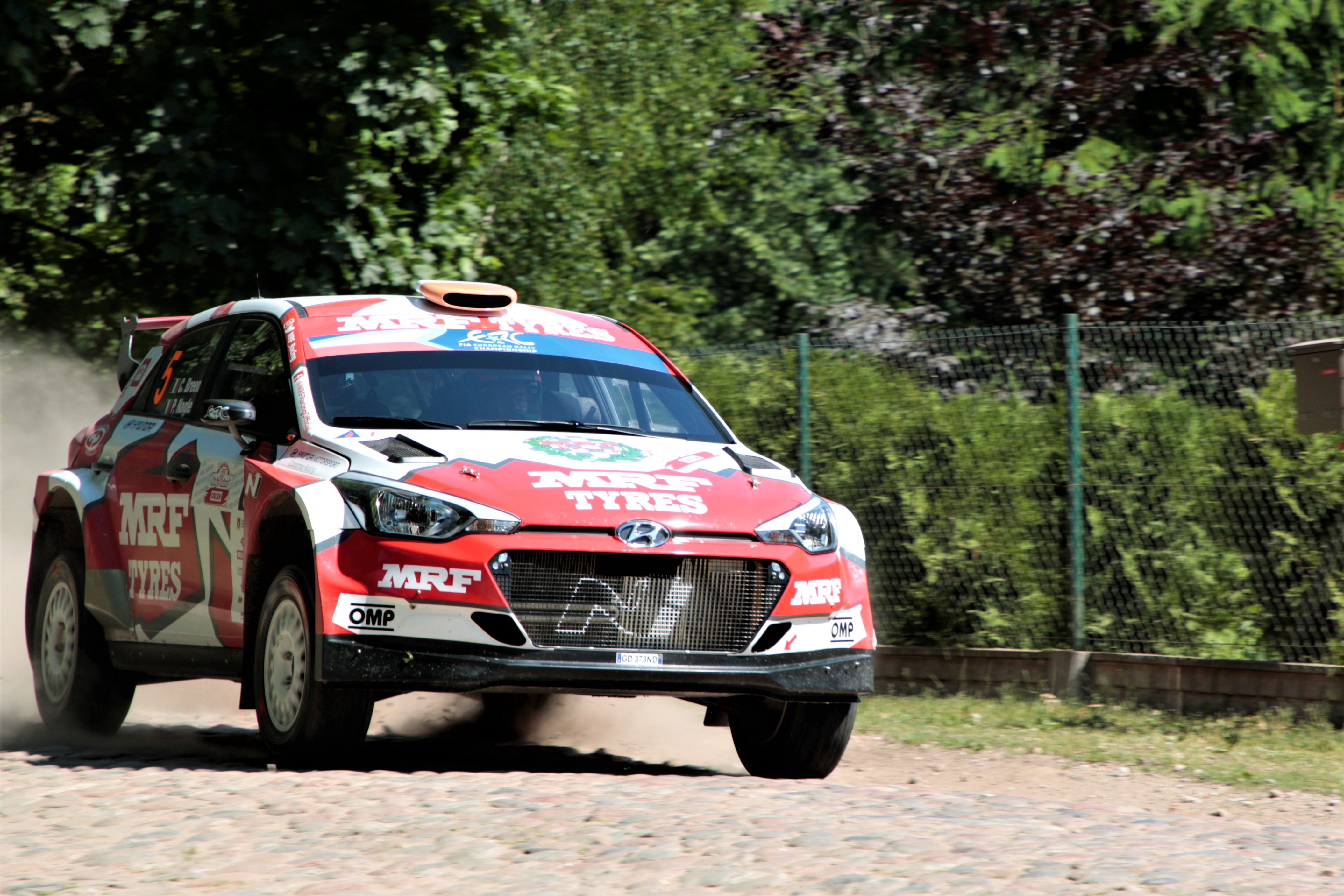
2021年ERCラリー・ポーランド

2021年はワークスエントリーを外れたローブに代わって、ソルドと3台目を共有。出走順の利を活かし、わずか5戦の参戦ながら3度表彰台を獲得してフル参戦のMスポーツ勢を年間ランキングで上回る好成績を残した。しかしERCでは第2戦で2位表彰台を獲得するも、僅か3戦のみの出場に留まりランキング10位で終えた。
2022年は2年間在籍していたヒュンダイを離れ、Mスポーツと複数年契約を結ぶ。開幕戦モンテカルロで移籍後いきなりの3位表彰台を獲得する好スタートをつけた。しかし以降、イタリアで2位表彰台を獲得した以外はミスによるクラッシュでデイリタイアを連発している。最終戦前のラリー・スペインを最後に44歳のコ・ドライバーのネーグルは引退し、同郷アイルランド出身でWRC2に参戦していたジェームス・フルトンが代役に就いた。年間ランキング7位で終えたものの、シーズンを通して一貫性に欠けていたことで結果に結びついていなかったために、僅か1年でチーム放出された。

### 事故死
2023年はヒョンデへ復帰し、3台目のシートをソルドとシェアする形で参戦。マシンはヒョンデ・i20 N ラリー1。第2戦スウェーデンではチームを入れ替わる形となったタナックと競り合い、首位をキープするもSS13でのマシントラブルやタイヤ摩耗により後退。表彰台（2位）は守ったが、初優勝は果たせなかった。
2023年4月13日、翌週開催のラリー・クロアチアに向けてプレイベントテストを行っていた際、滑りやすい路面で比較的低速でコースアウトし道路脇の木製フェンスに衝突。フェンスの柱が運転席側の窓を破って飛び込み、この直撃を受けたブリーンは即死した。33歳没。本イベント中では無いものの、ラリー1規定車両としては初めての死亡事故であった。コ・ドライバーのフルトンは無事だった。
ヒョンデはクロアチアからの撤退も検討したが、遺族との慎重な検討の結果、3台目を補充せず2台体制で参戦する運びとなった。追悼のため、ヒョンデのラリー1マシンはブリーンの祖国アイルランドの国旗と同じオレンジ・白・緑でカラーリングが施された。またトヨタとMスポーツはマシンの各所にブリーンを偲ぶバナーを入れたほか、トヨタはワークスノミネートを2台に縮小してヒョンデ・Mスポーツと同一台数にすることで連帯を示した。
FIAはこの年1月に事故死したケン・ブロックに続き、WRCにおいてブリーンのカーナンバーを今シーズンの間欠番とした。奇しくもブリーンは42番、ブロックは43番の連番であった。

## 人物
- 北欧のラリーに強く、ペースを崩していなければ表彰台に立てる存在だった。
- 年間を通して何故かメキシコ戦を欠場しており、2018年にはローブにマシンを譲る面があった[14]。
- ラリーの歴史に詳しく、プライベートではMG・メトロ6R4、フォード・シエラRSコスワース、フォード・エスコートRSコスワースといった往年のラリーカーに乗りラリーに出場していた。トヨタチーム代表のヤリ・マティ・ラトバラとは共通の趣味で結ばれていた[15]。
- 感情表現がはっきりしており、SSで良い走りができると走行後のインタビューで嬉しそうな笑顔を見せ、リタイアするとがっかりした表情を見せた。テレビ朝日で放送された「地球の走り方 世界ラリー応援宣言」では「喜怒哀楽男」というニックネームで呼ばれた。

## WRCでの年度別成績
| 年     | 所属チーム                                        | ランキング | 獲得ポイント | 最高位・回数 | 表彰台回数 |
| ------ | ------------------------------------------------- | ---------- | ------------ | ------------ | ---------- |
| 2009年 | プライベート参戦                                  | NC         | 0            | 25位         | 0回        |
| 2010年 | カストロール・フォードチーム バルワ・ラリーチーム | NC         | 0            | 12位・1回    | 0回        |
| 2011年 | PS Engineering                                    | NC         | 0            | 15位・2回    | 0回        |
| 2012年 | スポット参戦                                      | 17位       | 8            | 6位・1回     | 0回        |
| 2014年 | スポット参戦                                      | 25位       | 2            | 9位・1回     | 0回        |
| 2015年 | サンテロック・レーシング                          | NC         | 0            | 13位・2回    | 0回        |
| 2016年 | アブダビ・トタルWRT                               | 10位       | 36           | 3位・1回     | 1回        |
| 2017年 | シトロエン・トタル・アブダビWRT                   | 10位       | 64           | 5位・6回     | 0回        |
| 2018年 | シトロエン・トタル・アブダビWRT                   | 11位       | 67           | 2位・1回     | 1回        |
| 2019年 | ヒュンダイ・シェル・モービスWRT                   | 14位       | 10           | 7位・1回     | 0回        |
| 2020年 | ヒュンダイ・シェル・モービスWRT                   | 9位        | 25           | 2位・1回     | 1回        |
| 2021年 | ヒュンダイ・シェル・モービスWRT                   | 8位        | 76           | 2位・2回     | 3回        |
| 2022年 | Mスポーツ・フォードWRT                            | 7位        | 84           | 2位・1回     | 2回        |
| 2023年 | ヒョンデ・シェル・モービスWRT                     | 14位       | 19           | 2位・1回     | 1回        |

* シーズン進行中